# Ayquina

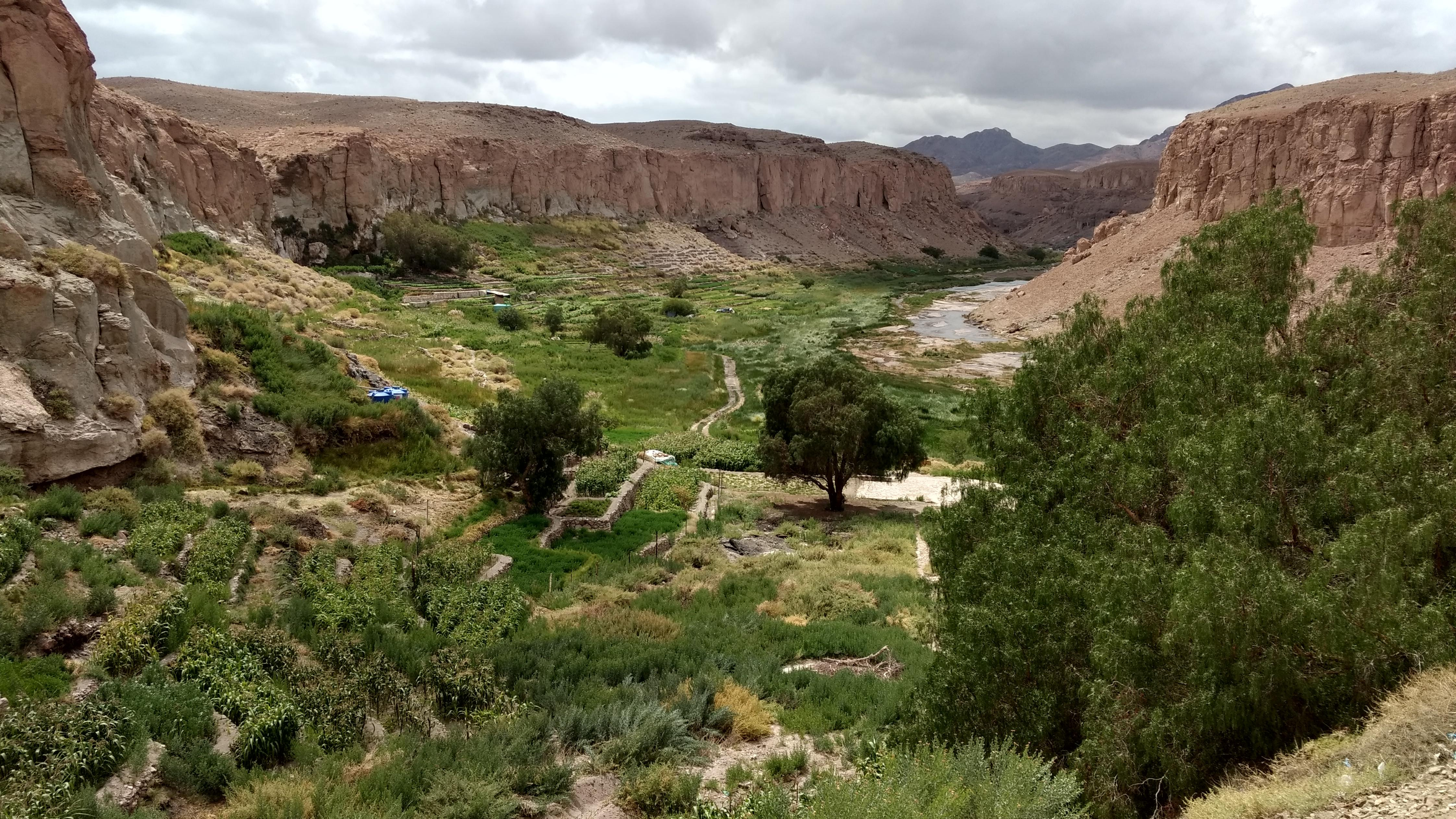
Ayquina y el río Salado.

Ayquina es una localidad ubicada al norte de Chile, en la Provincia de El Loa, Región de Antofagasta, a 74 km de la ciudad capital de la provincia que es Calama. Este pueblo se encuentra en el altiplano a 3.000 m s. n. m. en una quebrada que desemboca en el río Salado, afluente del Río Loa. Tiene una población cercana a las 50 personas, la que se incrementa los días el 7 y 8 de septiembre a unas 70.000 personas cuando se realiza la fiesta religiosa en honor a la virgen María bajo el título de la virgen Guadalupe de Ayquina. La población es de origen Likanantay y se remonta a los tiempos preincaicos, siendo ya en esa época un asentamiento humano.

## Fiesta de Ayquina

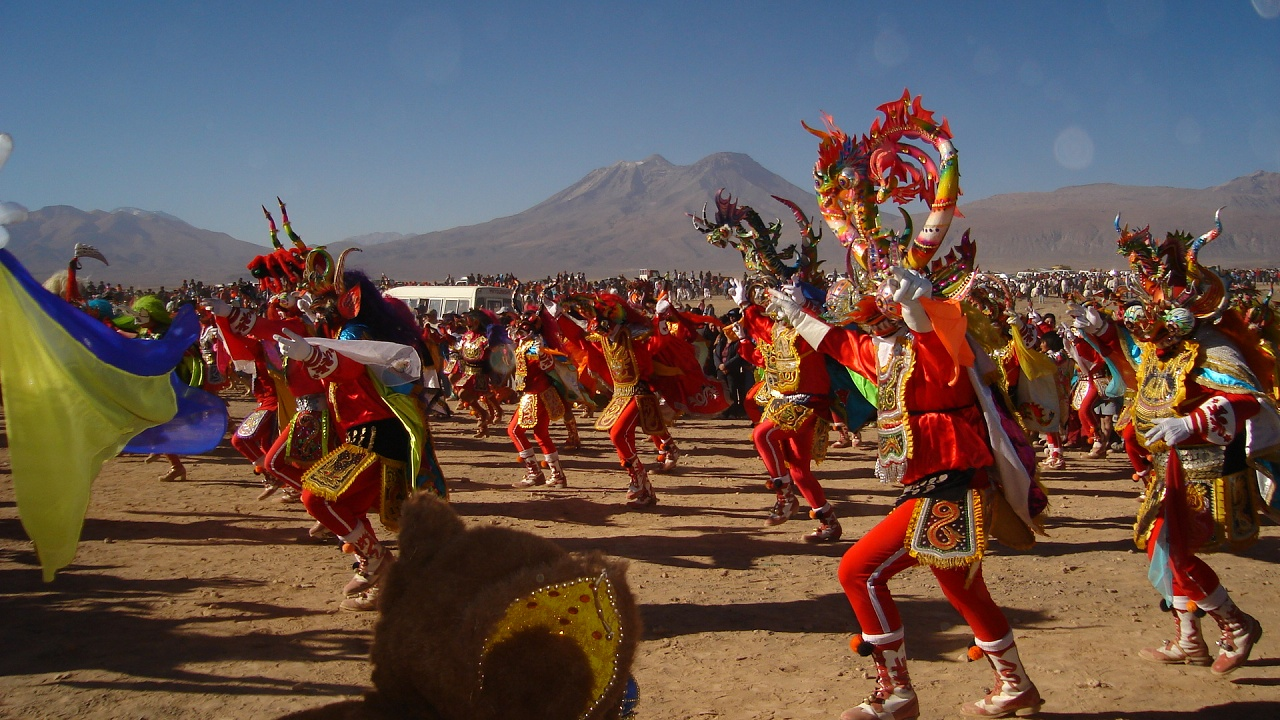
Fiesta de la Virgen de Guadalupe.

En la fiesta de Ayquina se realiza en veneración a la Virgen de Guadalupe, donde participan bailes religiosos como Los Tinkus de origen boliviano, además de La Osada, Chino, Los piratas de Cristo Rey, el Mexicano, Español, Gran Diablada Calameña, Diablada hermandad, Diablada Hermanos del Norte, Los Samurái, Torero Devoto, Tobas, entre otros. 
Esta fiesta religiosa-cultural dura casi una semana, no obstante los días principales de celebración son el 7 y 8 de septiembre, cuando todo el pueblo y los visitantes esperan hasta la media noche, momento en que el cielo de este recóndito pueblo se ilumina con fuegos artificiales que dan la bienvenida al día en que se conmemora a la Patrona de Ayquina. 
Para entonces ya han comenzado los turnos de los bailes religiosos quienes danzan durante todo el día a la Virgen. Cada peregrino tiene su forma particular de agradecer a la Virgen de Guadalupe de Ayquina por sus milagros. Algunos lo hacen a través de la danza, otros por medio de las misas católicas y hay quienes incluso realizan una caminata que dura casi veinticuatro horas y que comienza en Calama y culmina en Ayquina. Todo como una forma de pagar y agradecer a "La Chinita", como le llaman a la Virgen, por sus milagros.

## Servicios
Esta localidad no posee grandes avances tecnológicos, pero en los días de la fiesta religiosa el pueblo se acondiciona para cubrir las necesidades básicas. Además cuenta con algunas casas-hoteles para turistas que vienen en las fiestas y en las vacaciones, restaurantes y por último un colegio para los niños. Además tiene recursos como el agua, que es fundamental, especialmente para un pueblo pequeño y en medio del desierto como lo es Ayquina.

## Turismo
La fiesta de Ayquina recibe cerca de 70.000 personas. El resto del año se reciben aproximadamente 3.000 turistas cuyas visitas se concentran en el verano, lo que en total suma unos 73.000 visitantes al año.